# Altair Gomes de Figueiredo
Altair Gomes de Figueiredo (Niterói, 1938. január 22. – 2019. augusztus 9.) világbajnok brazil válogatott labdarúgó.
A brazil válogatott tagjaként részt vett az 1962-es és az 1966-os világbajnokságon.

## Sikerei, díjai
Fluminense
- Carioca bajnok (3): 1959, 1964, 1969
- Torneio Rio-São Paulo (2): 1957, 1960
- Torneo Roberto Gomes Pedrosa (1): 1970

Brazília
- Világbajnok (1): 1962